# Mak Yong
Mak yong ou mak yung ( malaio em Jawi : مق يوڠ; em tailandês:  มะโย่ง, RTGS: ma yong ) é uma forma tradicional de drama e de dança do norte da Malásia, particularmente do estado de Kelantan . Foi banido pelo Partido Islâmico Pan-Malaio por causa de suas raízes animistas e hindus - budistas que antecedem o Islã na região asiática. A falecida Cik Ning foi uma das principais artistas de mak yong nos anos 80. Em 2005, a UNESCO declarou mak yong uma " obra-prima do patrimônio oral e intangível da humanidade ".

## Descrição
Mak yong é considerado o mais autêntico e representativo das artes cênicas malaias, porque é praticamente intocado por fontes externas. Embora a maioria das danças malaias tradicionais tenha sido influenciada pela Índia, Java e outras partes do sudeste da Ásia, o repertório musical e de canto de mak yong é único. Das principais histórias apresentadas em mak yong, a maioria deriva da mitologia Kelantan - Pattani . Alguns dos que foram obtidos fora da região da Malásia e da Tailândia já morreram em outros lugares, como Anak Raja Gondang, uma história originalmente dos contos de Jataka, mas agora quase desconhecida na Índia .
Uma performance começa por prestar respeito aos espíritos ( semah kumpung ) com uma oferta. Isto é seguido pela dança, atuação e diálogos improvisados. As histórias são apresentadas em uma série de apresentações de três horas, durante várias noites. O dançarino principal é chamado de pak yong e se veste de rei. O elenco geralmente inclui uma rainha na segunda liderança, meninas do palácio e bobos da corte. Tradicionalmente, todos os artistas eram mulheres, exceto os palhaços que são sempre homens. Um grupo chamado Jong Dongdang canta e dança entre os capítulos e no encerramento da história. A orquestra mak yong é pequena, os principais instrumentos tocados são: alaúde de três cordas, tambor ( gendang ) e um par de gongo . Também pode incluir flauta ( serunai ), bateria keduk e pequenos pratos ( kesi ).
Hoje existem menos de dez artistas veteranos de mak yong. Embora tenha havido algumas tentativas de reviver a forma de arte, os artistas experientes observaram uma clara diferença entre o mak yong comercializado dos dançarinos urbanos quando comparados com os movimentos dos artistas rurais. Poucos jovens estão dispostos a passar por um rigoroso aprendizado, então a arte está em declínio.

## História
Mak Yong era originalmente uma forma de teatro folclórico envolvendo rituais relacionados à cura. Acredita-se que tenha surgido no reino Pattani, que agora é uma província da Tailândia. Por ter sido transmitida oralmente entre os moradores, a idade exata de Mak Yong é incerta. No entanto, o fato de estar praticamente livre de influência externa faria com que ela tivesse 800 anos no mínimo, e quase certamente muito mais. A lenda geralmente credita a dança a um espírito de arroz chamado Mak Hiang, mas uma crença posterior diz que ela foi criada pela divindade Semar, parecida com um palhaço. Certos estudiosos ligaram Mak Yong ao palácio, especialmente em Pattani, mas não há evidências disso.
De acordo com o Hikayat Patani, Mak Yong foi trazido para Kelantan há mais de 200 anos. De lá, ele se espalhou para Kedah. Mak Yong foi realizado principalmente para a realeza até então, mas em 1920 foi visto com mais frequência entre as pessoas comuns. Enquanto o teatro do palácio refletia a elegância da realeza, os artistas camponeses representavam a vida dos trabalhadores nos campos de arroz. No entanto, os movimentos delicados de Mak Yong, maneirismos e discurso refinado permaneceram. Em 1923, o filho mais novo do rei, Long Abdul Ghaffar, queria que Mak Yong mantivesse sua aparência cortês. Ele construiu um recinto cultural chamado Kampung Temenggung nos terrenos do palácio para dar seu apoio às artes. Durante esse período, tornou-se convencional ter uma mulher líder. Sua morte em 1935 foi seguida pela Segunda Guerra Mundial. Mak Yong voltou a ser uma tradição folclórica, mas agora recuperou grande parte da sofisticação que possuía como teatro da corte, especialmente em figurinos, maquiagem e música.
O tradicional Mak Yong continuou nas décadas de 1960 e 70, mas depois foi impedido pelo renascimento islâmico. Quando o PAS (partido político) assumiu o controle de Kelantan, em 1991, eles proibiram Mak Yong no estado por seus "elementos não-islâmicos" e roupas que deixam a cabeça e os braços descobertos. Embora muitos artistas antigos tenham desafiado a proibição, Mak Yong não pôde mais ser exibido em público. Alguns pensaram que a tradição desapareceria até que a UNESCO a declarasse um patrimônio da humanidade. Desde então, houve algum esforço para preservar Mak Yong fora de Kelantan, mas falta interesse entre as gerações mais jovens.
Atualmente, Mak Yong raramente é realizado em shows culturais, porque é dada prioridade às danças modernas dos grupos étnicos da Malásia, como Joget. Às vezes, ainda é realizado em casamentos, para celebrar a independência de um estado ou para rezar pela longa vida do rei. Restam apenas algumas companhias que realizam o tradicional Mak Yong nas aldeias de Kelantan e Terengganu.

## Mak Yong como Ritual
Como em muitas outras formas antigas de teatro malaio, o mak yong já foi usado para fins de cura. A cura mak yong é chamada mak yong mak puteri e envolve dança de transe e posse de espíritos através do uso do ritual de cura tradicional chamado main puteri . Esses rituais de cura ainda são praticados nas aldeias, bem como em algumas cidades mais tradicionais, mas hoje em dia são amplamente desaprovados.
As apresentações rituais são mais elaboradas do que as realizadas para entretenimento, combinando xamanismo, banqueteando os espíritos e o teatro dança. Ele reflete o profundo significado místico das histórias e danças de mak yong e seu objetivo original de servir como um canal para o mundo espiritual. Apresentações rituais são realizadas para a cura espiritual, para homenagear um professor e para a graduação de um artista.